# Pantaleon erectonodatus
Pantaleon erectonodatus är en insektsart som beskrevs av Chou och Yuan. Pantaleon erectonodatus ingår i släktet Pantaleon och familjen hornstritar. Inga underarter finns listade i Catalogue of Life.